# 로만 돌리제
로만 돌리제(Roman Dolidze, 1988년 7월 15일 ~ )는 조지아 출신의 종합격투기 선수다. 브라질리언 주짓수와 레슬링 기반의 그래플링 능력을 바탕으로 UFC 미들급에서 활동하고 있으며, 2020년 UFC 데뷔 이후 다수의 인상적인 피니시 승리를 기록했다.

## 선수 경력
돌리제는 프로 MMA 데뷔 이전 유럽 그래플링 및 주짓수 대회에서 활약하며 IBJJF 및 ADCC 계열 대회에서 메달을 획득했다. 2016년 MMA에 입문하여 빠르게 6연승을 거두며 LFA 등을 거쳐 UFC와 계약했다.
UFC에서는 Khadis Ibragimov를 상대로 TKO로 데뷔전을 승리한 후, John Allan, Laureano Staropoli 등을 상대로 승리를 쌓았다. 2022년에는 Kyle Daukaus, Phil Hawes, Jack Hermansson을 모두 피니시로 꺾으며 주목받았다. 그러나 이후 Marvin Vettori와 Nassourdine Imavov에게 연달아 판정패하며 상승세가 꺾였다.

## 종합격투기 전적
| 결과 | 전적 | 상대               | 방식                      | 대회                                | 날짜       | 장소               |
| ---- | ---- | ------------------ | ------------------------- | ----------------------------------- | ---------- | ------------------ |
| 패   | 12–4 | Nassourdine Imavov | 판정 (majority)           | UFC Fight Night: Dolidze vs. Imavov | 2024‑02‑03 | 라스베이거스, 미국 |
| 패   | 12–3 | Marvin Vettori     | 판정 (unanimous)          | UFC 286                             | 2023‑03‑18 | 런던, 영국         |
| 승   | 12–2 | Jack Hermansson    | TKO (punches)             | UFC on ESPN 42                      | 2022‑12‑03 | 올랜도, 미국       |
| 승   | 11–2 | Phil Hawes         | KO (punches)              | UFC Fight Night: Kattar vs. Allen   | 2022‑10‑29 | 라스베이거스, 미국 |
| 승   | 10–2 | Kyle Daukaus       | KO (knee & punches)       | UFC on ESPN 37                      | 2022‑06‑18 | 오스틴, 미국       |
| 승   | 9–2  | Laureano Staropoli | 판정 (unanimous)          | UFC Fight Night: Costa vs. Vettori  | 2021‑10‑23 | 라스베이거스, 미국 |
| 패   | 8–2  | Trevin Giles       | 판정 (split)              | UFC on ESPN 21                      | 2021‑03‑20 | 라스베이거스, 미국 |
| 승   | 8–1  | John Allan         | 판정 (unanimous)          | UFC on ESPN 19                      | 2020‑12‑05 | 라스베이거스, 미국 |
| 승   | 7–1  | Khadis Ibragimov   | TKO (head kick & punches) | UFC on ESPN 13                      | 2020‑07‑18 | 아부다비, UAE      |

## 관련 문서
- UFC
- 미들급 (종합격투기)
- 나수르딘 이마보프
- 마빈 베토리